# До смърт
„До смърт“ (на английски: 'Til Death) е американски ситком, излъчен за пръв път по Fox от 7 септември 2006 г. до 20 юни 2010 г. Сериалът е по идея на съпрузите Джош Голдсмит и Кати Юспа, които са още сценаристи и изпълнителни продуценти. Шоуто се върти около Еди и Джой Старк (Брад Гарет и Джоули Фишър), които са женени над 20 години и живеят във Филаделфия, Пенсилвания.

## „До смърт“ в България
В България сериалът започва на 23 юни 2011 г. с разписание от вторник до събота от 00:00 с български дублаж. Първи сезон завършва на 22 юли. Втори сезон започва на 23 юли и приключва на 12 август. На 13 август започва трети сезон и след първите четири епизода е временно спрян. На 19 август започва повторно излъчване от първи сезон от вторник до петък от 06:30, а от 30 август от 04:30, като това излъчване също спира и за последно са пуснати две двойки епизоди на 6 и 7 септември от 01:00. На 19 септември излъчването продължава с разписание всеки делник от 16:30 до 7 октомври. На 3 януари 2012 г. излъчването на трети сезон продължава с разписание всеки делничен ден от 16:30. Той завършва на 26 януари. На 8 януари няма излъчен епизод. На 27 януари започва четвърти сезон, като за последно е излъчен епизодът на 17 февруари. На 2 септември 2014 г. четвърти сезон започва отначало с разписание от вторник до събота от 00:45 и приключва на 16 септември. Ролите се озвучават от артистите Петя Миладинова, Йорданка Илова, Александър Воронов и Стефан Сърчаджиев-Съра.
На 21 февруари 2015 г. започва повторно излъчване по bTV Comedy, всяка събота и неделя от 18:30 по четири епизода с повторение от 23:30 по три епизода. Дублажът е на студио Медиа Линк и озвучаващият състав е същият с изключение на Александър Воронов, който е заместен от Момчил Степанов. В последния епизод от първи сезон, както и от първи до шести епизод на втори сезон, Йорданка Илова е заместена от Ева Демирева.

## Любопитно
- В българския дублаж на петнадесети епизод от втори сезон името на Еди Кей Томас е прочетено грешно като Еди Скот Томас.